# Altels
L'Altels (3.630 m) és una muntanya dels Alps Bernesos, situada a la frontera entre els cantons suïssos de Berna i Valais. Està situat al massís de Balmhorn, aproximadament a mig camí entre Kandersteg i Leukerbad.
Tot i que el seu costat sud es troba al Valais, la muntanya es troba dins de la conca de l'Aar.

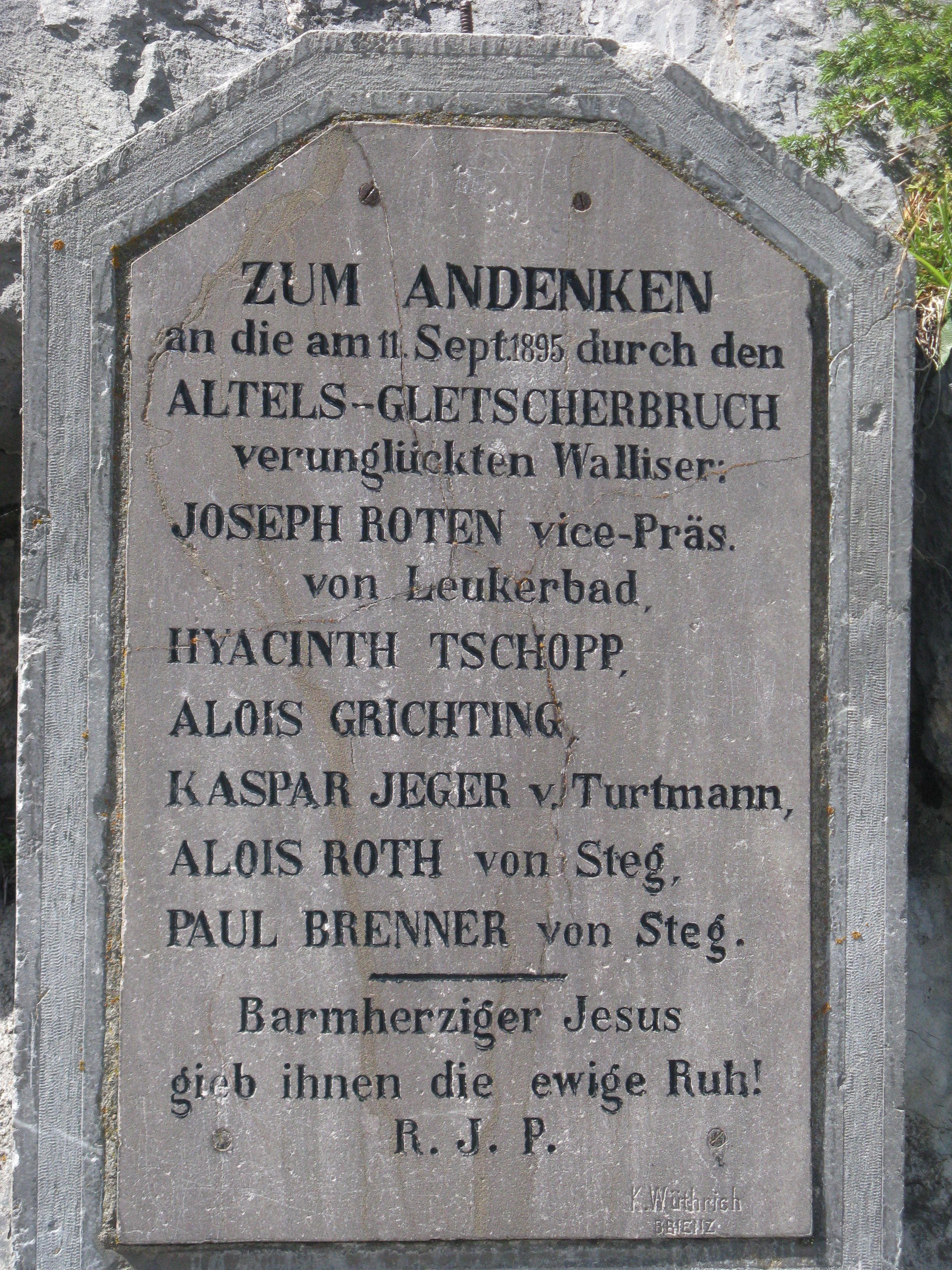
Memorial d'Altels
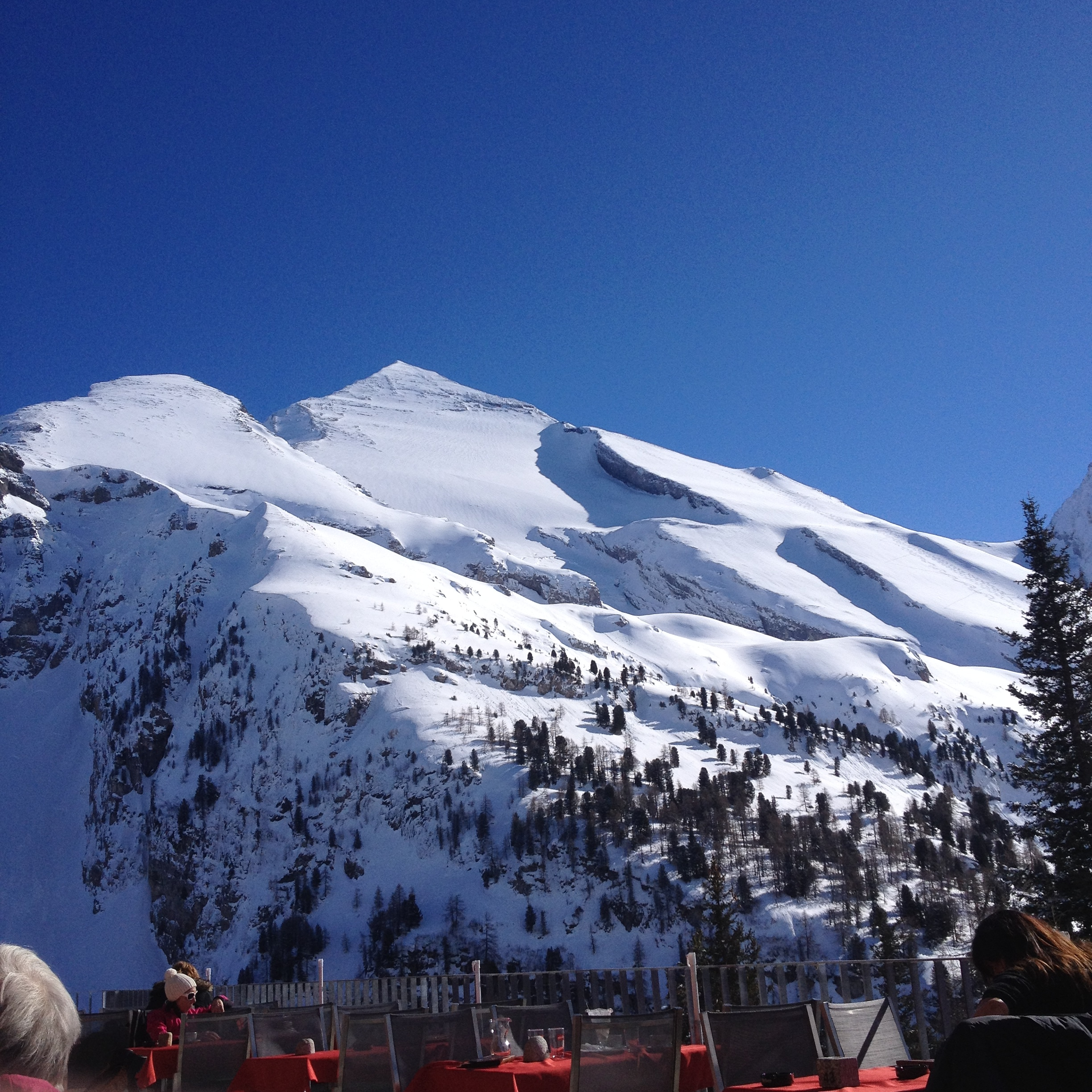
Vista des del Sunbüel